# Weltraumwetter
Der Begriff Weltraumwetter ist analog zu irdischen atmosphärischen Wetterphänomenen definiert und beschreibt Veränderungen des interplanetaren und interstellaren Mediums, die speziell im erdnahen Bereich der Magnetosphäre (bis 50.000 km Abstand zur Erde) wahrgenommen werden. Hauptsächliche Ursachen sind der Sonnenwind und die galaktische kosmische Strahlung der Milchstraße. Durch diese Einflüsse wird der Van-Allen-Strahlungsgürtel beeinflusst und es gelangen in unregelmäßigen Abständen verstärkt Materie, Teilchen- und Strahlungsströme in das Umfeld der Erde. Diese beeinflussen damit die irdische Magnetosphäre, Ionosphäre und Erdatmosphäre.
Aufgrund der umfassenden Auswirkungen auf das irdische Leben stellt das Weltraumwetter ein wichtiges Forschungsgebiet dar. Ziel ist es, die zu Grunde liegenden physikalischen Mechanismen zu verstehen, um derartige Ereignisse vorherzusagen oder zumindest rechtzeitig erkennen zu können, damit dann möglicherweise geeignete Schutzmaßnahmen getroffen werden können.

## Ursachen und Phänomene

### Überblick

Schema zum Weltraumwetter

Die Erde verfügt über umfangreiche natürliche Schutzmechanismen vor äußeren Einflüssen. So wirken die Magnetosphäre und die Erdatmosphäre als Filter für Materie und Strahlung aus dem Weltraum. Insbesondere die Magnetosphäre als äußerste Schicht stellt ein bedeutendes Hindernis für den Sonnenwind dar und lenkt diesen in einem großen Bogen um die Erde herum. Erst bei starken Einflüssen genügt dieser Schutz nicht mehr und die externen Faktoren werden auf der Erdoberfläche für Menschen spürbar.
Als Hauptursache des Weltraumwetters gelten die Strukturen und Variabilität der Sonnenkorona. Durch koronale Massenauswürfe und Sonneneruptionen werden riesige Mengen Materie freigesetzt. Dabei entstehen enorme Stoßwellen, die den sonst relativ kontinuierlichen Sonnenwind, der Teilchen der Sonne in Richtung der Erde transportiert, abrupt verstärken. Der Sonnenwind übt daher einen wesentlich größeren Druck auf die Magnetosphäre aus. Die daraus resultierenden kurzfristig veränderlichen Erscheinungen werden als Weltraumwetter bezeichnet.

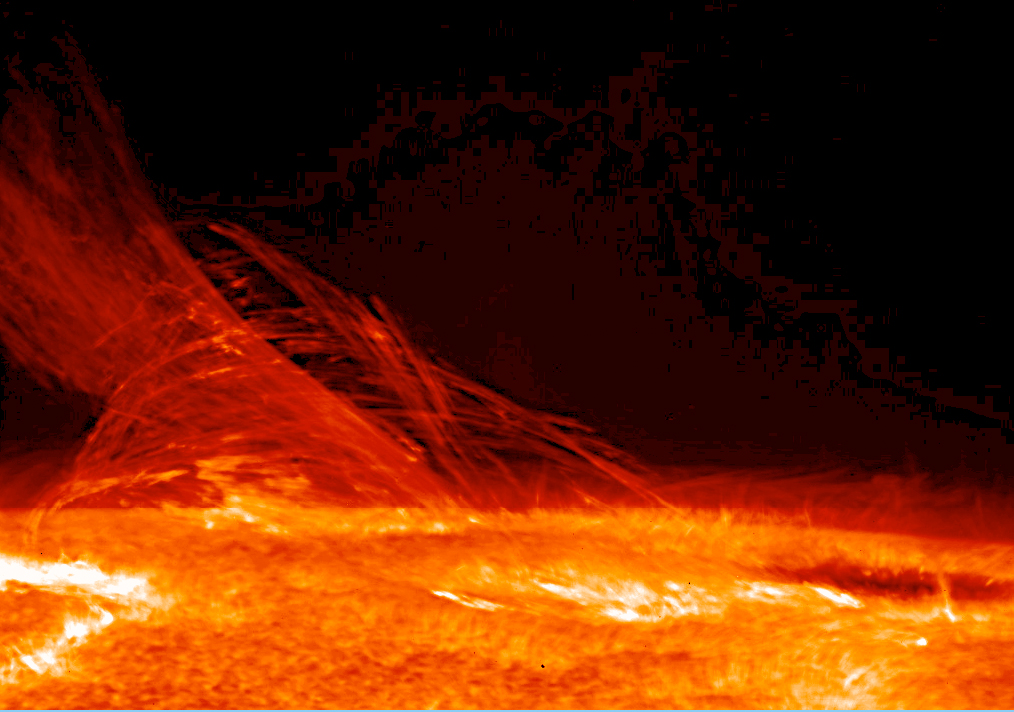
Eruption an der Photosphäre der Sonne (Aufnahme des Hinode-Teleskops)

### Flares
Ein Flare kann mittels optischer Hilfsmittel als ein wenige Minuten andauernder Lichtblitz auf der Sonnenoberfläche beobachtet werden. Obwohl das Gebiet auf der Sonne selbst eng begrenzt ist, nimmt die Intensität der Röntgenstrahlung, der energiereichen Protonen und Elektronen (bis etwa 100 MeV) oft um mehr als das Tausendfache zu. Das Abklingen auf den Ausgangswert dauert dann mehrere Stunden. Auf Grund der sehr unterschiedlichen Stärke der einzelnen Flares schwanken auch diese Werte. Bei besonders intensivem Auftreten ist zusätzlich die Freisetzung von Gammastrahlen möglich. Dieses Phänomen ist vor allem in den Jahren der maximalen Sonnenaktivität zu verzeichnen; etwa bis zu zehn Flares am Tag sind dann möglich.
Die Flares werden auf Grund der Lichtgeschwindigkeit mit etwa acht Minuten Verzögerung gegenüber der tatsächlichen Eruption von der Erde aus beobachtet. Gleichzeitig trifft auch die freigesetzte Strahlung ungehindert ein. Die Teilchenströme aber folgen den interplanetaren Magnetfeldlinien und erreichen die Erde daher (je nach der Energie der Teilchen) erst 10 bis 30 Minuten später. Diese einprasselnden Teilchen stellen eine Gefahr für Menschen und Geräte in den oberen Atmosphärenschichten dar. Röntgenstrahlung kann bis in die unterste Schicht der Ionosphäre (etwa 60 bis 90 km über dem Erdboden) vordringen und auch Teilchen werden teilweise erst in einer Höhe von 40 bis 60 km abgebremst.

### CME
Unter einem koronalen Massenauswurf (engl. CME – coronal mass ejections) versteht man den Ausstoß großer Mengen Materie (mehrere 10 Milliarden Tonnen) aus der Korona (der äußersten Schicht der Sonnenatmosphäre) in den umgebenden Weltraum. Dies erfolgt in Form von riesigen Gaswolken mit enormer Geschwindigkeit. Im Gegensatz zu den Flares lassen sich CMEs jedoch auch unter Zuhilfenahme optischer Geräte nicht direkt beobachten. Erst der Koronograph, der die eigentliche Sonnenscheibe gezielt abgedeckt und nur Licht der Korona zum Detektor hindurch lässt, macht dieses Phänomen beobachtbar. Aus dieser Tatsache begründet sich auch der spätere Zeitpunkt der erstmaligen Entdeckung 1971 durch Richard Tousey.
Das Material, das mit dem Sonnenwind Richtung Erde transportiert wird, ist elektrisch geladen. Durch die Interaktion mit dem interplanetaren Magnetfeld wird dieses stark verformt. Das interplanetare Magnetfeld geht von der Sonne aus und breitet sich normalerweise auf Grund der Eigenrotation der Sonne spiralförmig bis zum Rand des Sonnensystems aus. Bezogen auf die Erde liegt es zusätzlich in deren Bahnebene. Durch die geladenen Teilchen einer CME kann dieses Magnetfeld jedoch aus dieser Ebene herausgedreht werden. Entsteht dabei eine Feldkomponente, die den Feldlinien des irdischen Magnetfeldes entgegengesetzt ist, kommt es an der der Sonne zugewandten Seite der Magnetosphäre zu einem Kurzschluss und interplanetares und irdisches Magnetfeld verbinden sich. Längs der entstehenden gemeinsamen Magnetfeldlinien können die geladenen Teilchen der CME nun in die Magnetosphäre eindringen und massive Folgen hervorrufen. Die Häufigkeit der CMEs variiert mit der Sonnenaktivität: In Jahren niedriger Sonnenaktivität gibt es nur einige dutzende starke CMEs; in den aktiven Phasen kann es mehr als hundert CMEs geben.

### Galaktische kosmische Strahlung
Auch die galaktische kosmische Strahlung beeinflusst das irdische Leben. Sie besteht aus extrem energiereichen und somit enorm schnellen Teilchen (mehr als 1 GeV), die ihren Ursprung außerhalb des Sonnensystems, aber innerhalb der Milchstraße haben. Treffen diese Teilchen auf die die Erde umgebenden Schichten, so kommt es zur Ionisation von Atomen und Molekülen in der unteren Stratosphäre und oberen Troposphäre in 10 bis 20 km Höhe. Wachsen Ionen schnell genug, könnte dies zur Bildung von Kondensationskernen führen – der Grundlage der Wolkenentstehung. Die Vermutung, dass kosmische Strahlung so Einfluss auf das irdische Wetter und Klima nimmt, ließ sich bislang durch Beobachtungen nicht sicher bestätigen.
Es entsteht auch eine sekundäre kosmische Strahlung durch Teilchenanregung. Daraus resultiert eine erhöhte Strahlenexposition für die Luftfahrt und das Flugzeugpersonal.
Die Intensität der Strahlung schwankt antizyklisch zur Sonnenaktivität. Bei Phasen hoher Sonnenaktivität treten auf der Sonnenoberfläche stärkere Turbulenzen auf. So entstehen im interplanetaren Raum Stoßwellen des Sonnenplasmas. Diese schirmen das innere Sonnensystem schalenförmig ab und schützen es so vor eindringender Strahlung. Dieser natürliche Schutz ist in Phasen niedriger Sonnenaktivität geringer. Die Erde ist dann stärker der kosmischen Strahlung ausgesetzt.

### Weitere Ursachen

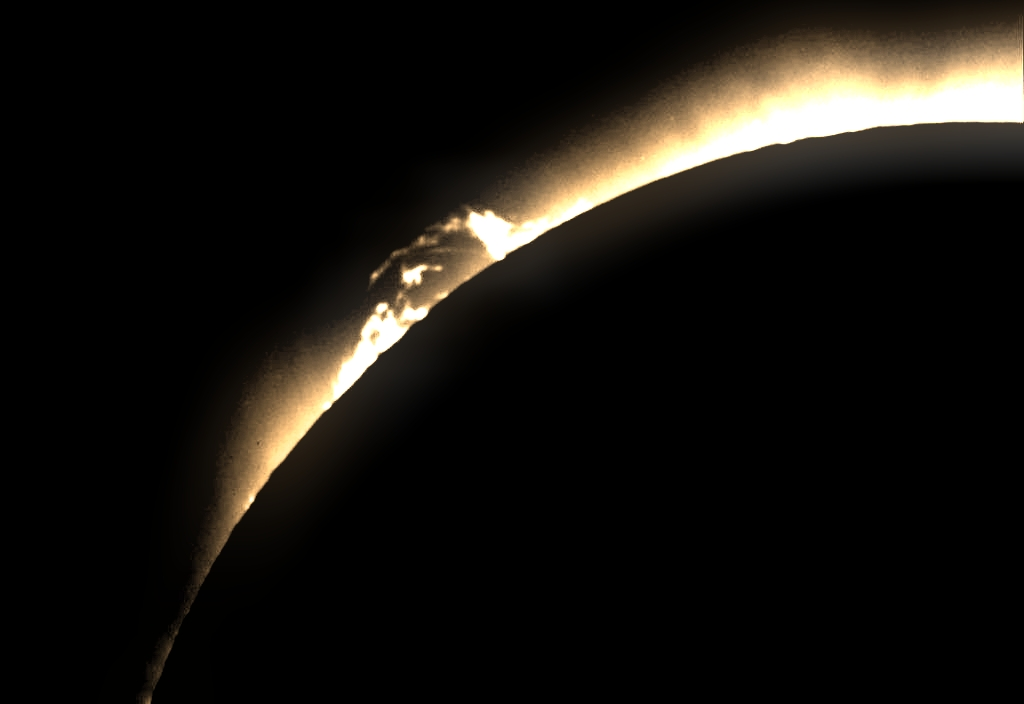
Aufnahme der Korona

Neben diesen Teilchen- und Strahlungsströmen der Sonne und der Milchstraße wirken weitere Faktoren auf das Weltraumwetter. Kosmische Katastrophen im Sonnensystem, der Milchstraße oder auch extragalaktischer Natur, wie beispielsweise eine Supernova, können ebenfalls Einfluss auf das Weltraumwetter haben. So erzeugt eine Supernova sehr hohe Intensitäten an Röntgen- und Gammastrahlung. Extragalaktische kosmische Strahlung kann wegen ihrer extrem hohen Energien (> 1020 eV) einen besonders starken Einfluss auf das irdische Leben haben. Dieser Faktor ist in den letzten Jahrtausenden jedoch anscheinend relativ konstant geblieben.
Deutlich wird der Einfluss kosmischer Ereignisse an sogenannten Gamma-Ray-Bursts. Ein Gamma-Ray-Burst (oder auch Gammablitz) äußert sich in einem extrem kurzen, sehr hellen Aufleuchten eines Objekts, bei dem gewaltige Energiemengen freiwerden. Als Ursache für diesen Vorgang werden heute Kollisionen von Neutronensternen sowie spezielle Supernovaeexplosionen (sogenannte Hypernovae) diskutiert. Obwohl die emittierte Gammastrahlung die irdische Biosphäre nicht erreichen kann (die Atmosphäre verhindert ein Eindringen der Strahlung), erzeugt diese Strahlung giftige Stickoxide, welche eine Zerstörung der Ozonschicht zur Folge hätten (vgl. Gammablitz). Würde ein Gammablitz in der Nähe des Sonnensystems stattfinden, so würde dabei die Ozonschicht für mehrere Jahre zerstört: Erhebliche Strahlenschäden des irdischen Lebens wären die Folge.

## Auswirkungen

Maunder-Minimum zwischen 1645 und 1715

Heute existieren viele Technologien, die durch das Weltraumwetter beeinflusst werden können. Durch Zerstörung der Bordelektronik kann energiereiche Partikelstrahlung die Übertragung von TV- oder Mobilfunk-Satelliten direkt unterbrechen. Auch die Ausbreitungsbedingungen für die in Telekommunikations- und Navigationssystemen genutzten Funkwellen können sich unter dem Einfluss des Weltraumwetters verschlechtern. Nach Schätzungen verschiedener Wissenschaftler soll es allein durch Einflüsse und Änderungen des Weltraumwetters auf US-amerikanischer Seite 150 Ausfälle von Satelliten pro Jahr geben.
Auch für das Klima wird eine Kopplung an interplanetare Phänomene untersucht. Es gibt Vermutungen, dass sie während der „Kleinen Eiszeit“ im Zeitraum des Maunderminimums von 1665 bis 1715 regional eine Rolle gespielt haben könnten, in diesem Zeitraum korrelierten eine geringe Sonnenaktivität und niedrige Temperaturen. Mögliche Wirkungsweisen sind jedoch nach wie vor spekulativ.

### Elektromagnetische Strahlung und magnetische Stürme

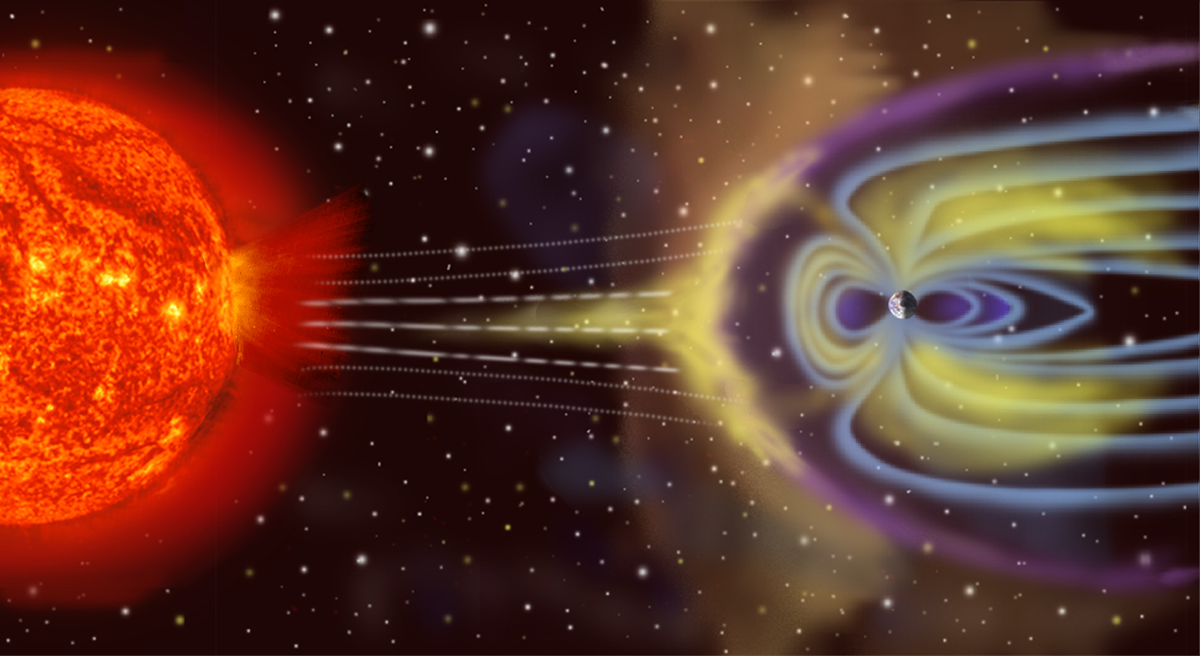
Wirkung der Magnetosphäre

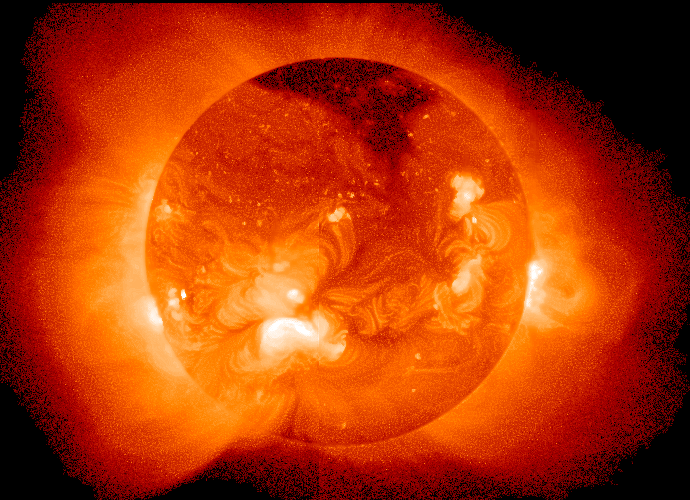
Aufnahme der Sonne im Röntgenbereich

Sonneneruptionen verstärken den Fluss hochenergetischer Teilchen zur Erde. Dadurch können auch elektronische Bauteile auf der Erdoberfläche gestört werden. Die Ausschussrate bei der Anfertigung von empfindlichen Halbleiterelementen während der Magnetstürme ist erheblich höher. Durch den Aufprall eines CMEs auf die Erdmagnetosphäre kommt es zur Ausbildung von erdmagnetischen Stürmen. Diese sind mit einer raschen Änderung der Richtung und Stärke des Magnetfelds am Boden verbunden. Daraufhin können in ausgedehnten elektrischen Leitern wie z. B. Hochspannungsleitungen oder in Pipelines hohe Ströme induziert werden. Die Störung industrieller Produktionen, wie beispielsweise der Computerchip-Herstellung, Zusammenbrüche von Hochspannungsnetzen und Korrosionen in Öl-Pipelines offenbaren erhebliche Korrelationen zwischen Sonnenaktivität und Auftreten dieser wirtschaftlichen Ausfälle.
Das Weltraumwetter kann moderne Kommunikationssysteme durch eine direkte (Zer-)Störung der elektronischen Geräte an Bord der dafür genutzten Satelliten beeinträchtigen. Satellitenkommunikation, -navigation und -orientierung werden dabei sowohl durch Teilchenströme als auch durch schwankende Magnetfelder erheblich eingeschränkt. Auch können geomagnetische Stürme Bauteile von Satelliten beschädigen, zerstören oder zu Systemabstürzen führen. Es wird erwartet, dass dies besonders bei Satelliten auftreten dürfte, deren Elektronikkomponenten nicht weltraumgehärtet sind und welche, um wenig Energie zu verbrauchen, mit geringer Spannung arbeiten. Dies hat gravierende Auswirkungen auf Telefon, Fernsehen, Wettervorhersage und vor allem Datenübertragungen und Satellitennavigation. Infolge hochenergetischer Strahlung oder Partikel kommt es auch zu einer Verschlechterung der Bedingungen für die Signalausbreitung in der Ionosphäre. Normalerweise wirkt die Ionosphäre für hochfrequente Signale (3–30 MHz) und darunter wie ein Spiegel. Diese Reflexionseigenschaften ändern sich im Rahmen intensiver Weltraumeinflüsse jedoch so erheblich, dass es zu unerwünschten Signalüberlagerungen kommen kann. Im Bereich der oberen Atmosphäre und Ionosphäre entstehen unterbrochene oder fehlgeleitete Funkwellenausbreitungen. So kam es beispielsweise am 29. Oktober 2003 in Deutschland zu einer Störung von GPS-Referenzdiensten. Auch der Satellitenpositionierungsdienst ASCOS der E.ON Ruhrgas erlitt einen mehrstündigen Ausfall. Ebenfalls durch die Veränderung des irdischen Magnetfeldes kam es 1989 in Québec (Kanada) zu einem neunstündigen Stromausfall. Ursache waren geomagnetisch induzierte Ströme in den Überlandleitungen und Ausfälle von Leistungstransformatoren.
Neben diesen technischen Ausfällen stellen die von Flares und CMEs erzeugten energiereichen Protonen und Elektronen jedoch auch eine Gefahr für Lebewesen dar. Insbesondere Astronauten und Flugzeugpersonal sowie Flugreisende sind aufgrund der Höhe, in der sie sich aufhalten, einer verstärkten Strahlung ausgesetzt. Teilchenkonzentrationen, wie sie nach einem großen Flare im Oktober 1989 gemessen wurden, erweisen sich auch für Astronauten in Schutzkleidung als tödlich. Dieser Aspekt spielt vor allem bei langen Weltraumfahrten oder bei Arbeiten außerhalb des Raumfahrzeuges eine bedeutende Rolle. Einzelne, besonders energiereiche Teilchen erreichen gelegentlich sogar den Erdboden und tragen so zur natürlichen Strahlenbelastung bei. Indirekt – durch die dadurch entstehenden Mutationen – hat das Weltraumwetter auch einen Einfluss auf die Evolution der Lebewesen. Stärkere geomagnetische Stürme äußern sich z. B. auch in einem Schwanken der Kompassnadel und führen zu Irritationen bei Tieren, die sich vom Magnetfeld der Erde leiten lassen (Brieftauben oder Zugvögel).

### Röntgen- und Gammastrahlung
Flares erzeugen eine vielfach höhere Radio- und Röntgenstrahlung und beeinflussen dadurch die Ionosphäre. Störungen im (Kurzwellen-)Funkverkehr und Signalempfang durch erhöhte Strahlungsmengen sind die Folge. Die Strahlung führt auch zu einer Erwärmung und damit zu einer Ausdehnung der oberen Atmosphärenschichten. Satelliten können dadurch zu Bahnkorrekturen gezwungen werden, Skylab-Absturz oder ISS.
Auch der oft um mehrere Größenordnungen höhere Fluss von
Ringstromteilchen während der Magnetstürme kann Satelliten beschädigen, da sich isolierte Teile der Oberfläche eines Satelliten stark elektrisch aufladen können und Hochspannungsüberschläge Defekte und Ausfälle verursachen. Auch die im Zusammenhang mit solaren Flares beobachtbaren verstärkten Radioemissionen können, insbesondere in den Morgen- und Abendstunden, den täglichen Mobilfunkverkehr beeinflussen.

### Polarlichter

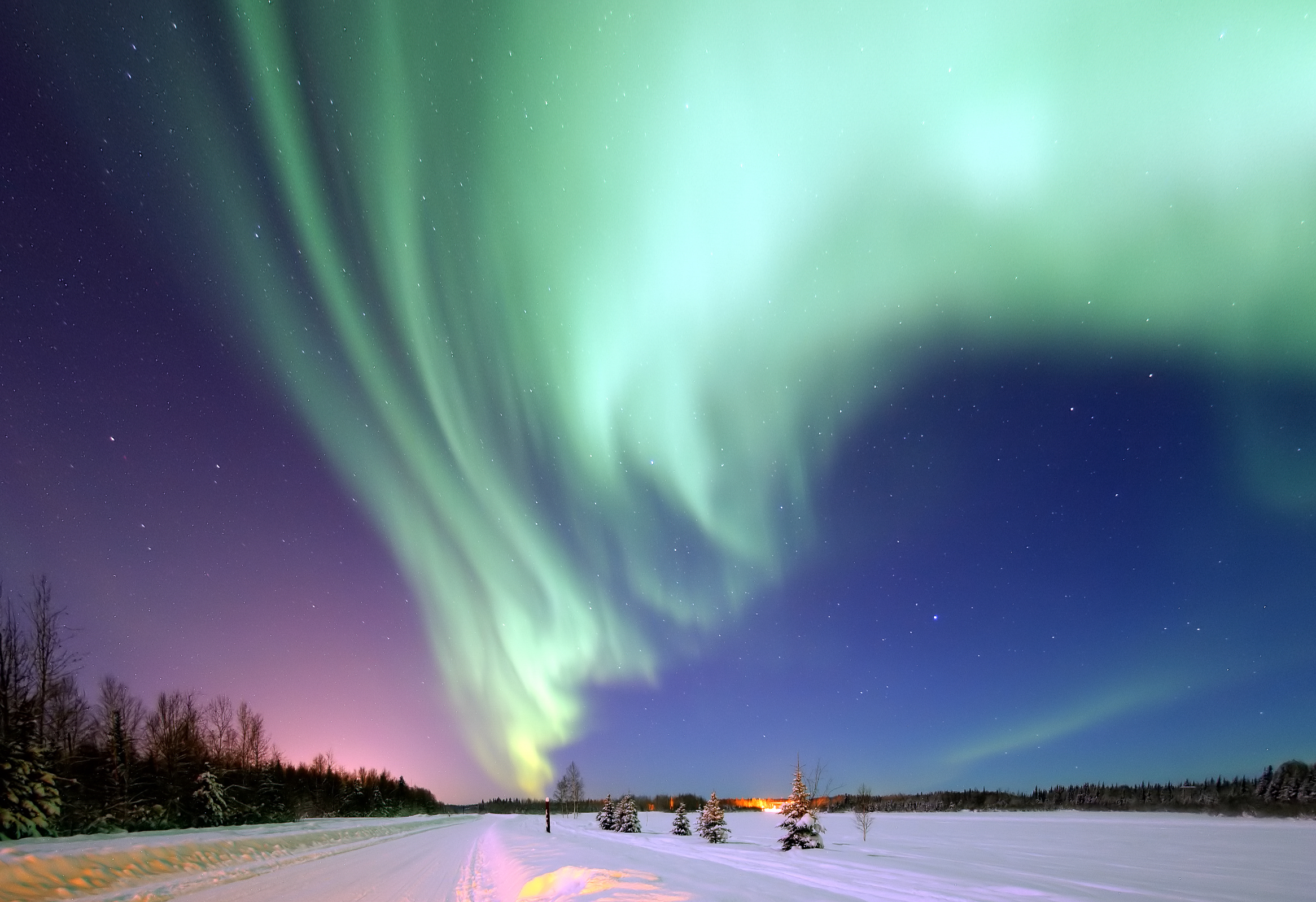
Polarlicht

Durch die Elektronen und Protonen der CMEs kommt es zur Anregung und Ionisation der oberen Atmosphäre. Es entstehen Polarlichter: Lichterscheinungen vor allem im Bereich der Polkappen; bei starken Sonneneruptionen kann es jedoch auch bis zur Ausdehnung in nördlichere bzw. südlichere Breiten kommen.

### Kosmische Strahlung
Die kosmische Strahlung gefährdet mit ihren hochenergetischen Teilchen vor allem die bemannte Luft- und Raumfahrt. Sie stellt für Flugpersonal und Astronauten ein erhöhtes Gesundheitsrisiko (Steigerung des Krebsrisikos) dar, da die Fluggeräte gegen die starken galaktischen kosmischen Strahlungen nicht hinreichend abgeschirmt sind.

## Geschichte

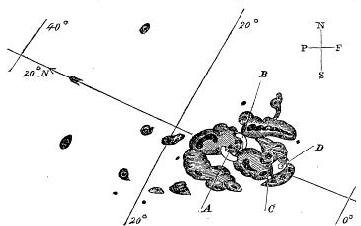
Originalzeichnung von Carrington zum Ausbruch der Sonne 1859

Die ersten Zusammenhänge zwischen dem Sonnenfleckenzyklus und Schwankungen im globalen Magnetismus wurden von Beobachtungsstationen des britischen Kolonialreiches angestellt. Der englische Astronom Richard Christopher Carrington registrierte am 1. September 1859 beim Carrington-Event von 1859 die Ursachen magnetischer Stürme. Er sah durch sein Teleskop eine riesige Explosion auf der Sonne, die sich als sehr heller, nur wenige Minuten andauernder Lichtblitz äußerte (diese Explosion zählt heute zu den zehn stärksten jemals beobachteten Flares). Etwa 20 Stunden später erreichten die ausgeschleuderte Materie sowie die emittierte Strahlung die Erde und lösten einen magnetischen Sturm aus, der sogar die Kompassnadeln beeinflusste. Dieses Ereignis kann als Beginn der Untersuchungen über die solar-terrestrischen Zusammenhänge und des Weltraumwetters angesehen werden. Carrington vermutete zu dieser Zeit einen Zusammenhang zwischen den Flares und den geomagnetischen Effekten. Diese Idee musste jedoch revidiert werden, da für die Veränderungen im Erdmagnetismus primär die CMEs sowie die von ihnen verursachten Stoßwellen und Magnetfeldverbiegungen verantwortlich sind.
1932 wurde die kosmische Radiostrahlung von Karl Guthe Jansky entdeckt; zehn Jahre später die Radiostrahlung der Sonne durch James Stanley Hey, als er Störungen an britischen Radarstationen im Zweiten Weltkrieg untersuchte. In den folgenden Jahren wurde Radiostrahlung mittels umgebauter V2-Raketen näher untersucht. Da die Erdatmosphäre einen Großteil der Radiostrahlung der Sonne abblockt, wurden die erbeuteten Raketen mit Messinstrumenten bestückt und abgeschossen. So konnten Messungen weit entfernt vom Erdboden, wo der störende Einfluss der Atmosphäre geringer ist, durchgeführt werden.
Koronale Massenauswürfe (CMEs) wurden aufgrund der schlechten Sichtbarkeit erst 1974 mit Hilfe der Raumstation Skylab entdeckt.

## Forschung
Die potentiell negativen Auswirkungen des Weltraumwetters machen dessen Erforschung und Vorhersage zu einem wichtigen Zweig der aktuellen Forschung. Das Hauptproblem dabei ist allerdings immer noch ein unzureichendes Verständnis der Grundlagen. Da bis heute die Entstehung von Flares und CMEs noch weitgehend unklar ist und keine verlässlichen Hinweise für bevorstehende Eruptionen und der Stärke bekannt sind, ist eine Vorhersage des Weltraumwetters kaum möglich.
Die gesamte Kette der solar-terrestrischen Beziehungen wird in vielen verschiedenen Projekten erforscht:
- Bei der ESA wurde dafür ein Space Weather Working Team (SWWT) gebildet, das zur Auswertung der Daten des Satelliten SOHO (Solar and Heliospheric Observatory) dient.
- Der Satellitenprojekt Cluster untersucht die Sonnenaktivitäten bzw. die Wechselwirkungen zwischen Sonnenwind und Erdmagnetfeld.
- Das EUV Imaging Telescope (EIT) des Weltraumobservatoriums SOHO liefert im Minutenabstand Bilder von der Sonne im UV-Licht, wodurch Strukturen und dynamische Vorgänge in der Korona sichtbar werden und Protuberanzen, Flares, aktive Gebiete, Sonnenflecken, magnetische Feinstrukturen etc. untersucht werden können.
- LASCO (Large Angle and Spectroscopic Coronograph) auf SOHO beobachtet das gesamte Umfeld der Sonne, vom Sonnenrand bis auf 32 Sonnenradien Abstand. Es ermöglicht eine Beobachtung von CMEs und Halo-CMEs, die sich auf der Sonne-Erde-Linie bewegen. Mit LASCO wurden Fortschritte in der Vorhersage und Einschätzung der Laufzeit der Ereignisse bis zur Erde gemacht.
- Der Advanced Composition Explorer (ACE) der NASA zur Erforschung von Partikeln
- Das Deep Space Climate Observatory hat ein Magnetometer sowie Instrumente zur Analyse des Partikelstroms und liefert der NOAA und der US Air Force Daten über das Weltraumwetter und Warnmeldungen vor geomagnetischen Stürmen mit einer Vorwarnzeit von 15 bis 60 Minuten.[22]
- Das Sonnenobservatorium Aditya-L1 stellt permanent aktuelle Daten zur Sonnenaktivität Verfügung.

Weitere Messungen des Sonnenwindes, energiereicher Teilchen und des Strahlungsflusses von außerhalb der Magnetosphäre sowie anderer Teilchen und Ströme wurden mit Hilfe von Radargeräten durchgeführt und somit grundlegende Auswirkungen auf die Ionosphäre und Atmosphäre untersucht.
Die solar-terrestrischen Beziehungen werden so beinahe lückenlos durch geeignete Beobachtungen mit Hilfe von Raumsonden, Erdsatelliten und bodengebundenen Messanlagen abgedeckt. Die meisten Daten erscheinen sogar in Beinahe-Echtzeit im Internet und sind öffentlich zugänglich. Mehrere Industrieländer nutzen sie für ihre offiziellen Warnzentren zu Beobachtungen und Vorhersagen.
Ein Problem der Weltraumwettervorhersage sind die geringen Vorwarnzeiten, nämlich die Zeit von der Beobachtung auf der Sonne bis zum Erreichen der Erde. Beispielsweise ist die bei Flares emittierte Röntgenstrahlung so schnell wie die optische Information, also wie die Beobachtung selbst. Bei energiereichen Teilchen hat man 10 bis 30 Minuten Verzögerung und bei geomagnetischen Stürmen durch CMEs hat man immerhin eine Vorwarnzeit von 2 bis 4 Tagen.

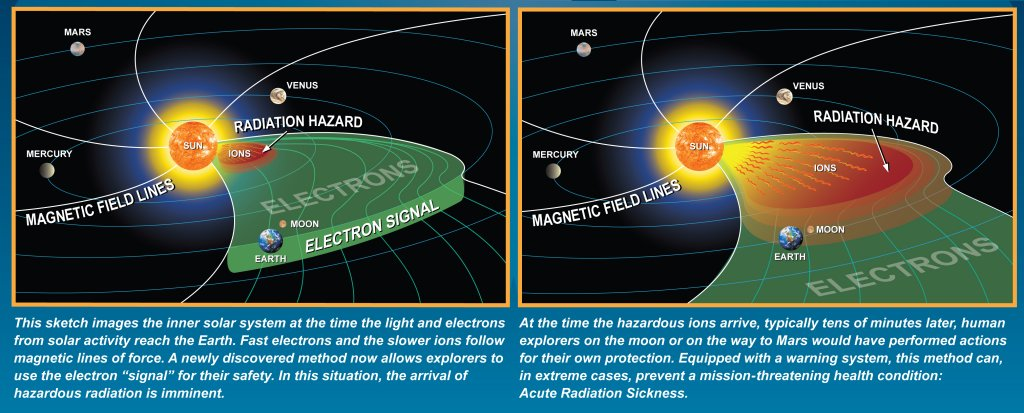
Ionensturm-Voraussage

Heute können die besonders für Astronauten gefährlichen Ionenstürme exakter vorhergesagt werden. Bisher war bereits bekannt, dass einem Ionenstrom bei Sonnen-Eruptionen eine erhöhte Anzahl von Elektronen vorausgeht. Jedoch war eine zuverlässige Voraussage nur schwer möglich, da eine Zunahme an Elektronen nicht immer einen gefährlichen Ionensturm nach sich zog. Nun konnte mittels Daten von SOHO eine Voraussage-Software entwickelt werden, die Vorwarnzeiten von bis zu 74 Minuten möglich macht.

## Weltraumwetterservices
Die ESA betreibt eine Website, auf der sie aktuelle Daten und Vorhersagen zum Weltraumwetter für die Allgemeinheit zur Verfügung stellt. Dieses Angebot wurde in den 2010er Jahren im Rahmen des Space Situational Awareness Programme eingeführt. Nach Ausweitung der SSA-Aktivitäten der ESA durch Gründung der Sparte Space Safety im Jahr 2020 wurde es weiter ausgebaut. Die veröffentlichten Daten stammen von Weltraumobservatorien wie den oben genannten.

## Video
- Steuert die Sonne unser Wetter? aus der Fernseh-Sendereihe alpha-Centauri (ca. 15 Minuten). Erstmals ausgestrahlt am 12. Nov. 2003.